# مارات آلکسانیان
مارات آلکسانیان (ارمنی: Մարատ Ալեքսանյան؛ زادهٔ ۳ اوت ۱۹۴۹ – درگذشته ۱۹ آوریل ۲۰۲۰) سیاست‌مدار اهل ارمنستان بود که از تاریخ ۱۹۹۶ تا تاریخ اکتبر ۱۹۹۸ در دولت آرمن سارگسیان و دولت روبرت کوچاریان سمت وزیر دادگستری ارمنستان را برعهده داشت. آلکسانیان همچنین بین سال‌های ۱۹۹۵ تا ۱۹۹۹ نماینده مجلس ملی جمهوری ارمنستان نیز بود.

## زندگی
وی در ۳ اوتِ ۱۹۴۹ در آبوویان به دنیا آمد و بعدها از دانشگاه دولتی ایروان فارغ‌التحصیل شد.